# Magnolia sellowiana
Magnolia sellowiana este o specie de plante din genul Magnolia, familia Magnoliaceae. A fost descrisă pentru prima dată de A.St.-hil., și a primit numele actual de la Rafaël Herman Anna Govaerts. Conform Catalogue of Life specia Magnolia sellowiana nu are subspecii cunoscute.